# Montreuil-sur-Lozon
 Montreuil-sur-Lozon  es una población y comuna francesa, situada en la región de Baja Normandía, departamento de Mancha, en el distrito de Saint-Lô y cantón de Marigny.

## Demografía
| 294 | 278 | 237 | 265 | 242 | 239 |
| Para los censos de 1962 a 1999 la población legal corresponde a la población sin duplicidades (Fuente: INSEE [Consultar]) |     |     |     |     |     |